# W84 (核彈頭)
W84是美國的一款熱核彈頭，原先設計用於BGM-109G地面發射巡航導彈(英語: BGM-109G Ground Launched Cruise Missile)。

## 歷史
W84是由勞倫斯利佛摩國家實驗室於1978年9月設計，用以地面發射巡航導彈計劃。生產工程在1980年12月開始，首次生產在1983年6月展開，而全面生產在1983年9月開始。儘管不確定核彈頭的確切生產數量，但生產了350或530枚彈頭。
W84在模擬老化測試中達到出乎意料的低當量後，它經歷了部署後設計(英語: post-deployment design)的問題。這個問題在沒有重新設計武器的核爆炸組件的情況下被修復。其中一次的核試驗是1984年8月2日進行的Fusileer Correo，它於地下1,099呎(335 m)引爆，爆炸當量不到2萬噸(84 TJ)。
根據於1987年12月簽訂的《美利堅合眾國與蘇維埃社會主義共和國聯盟關於銷毀中程和中短程導彈之條約》，攜W84核彈頭的地面發射巡航導彈被銷毀，而W84則被放入非現役核武器儲備庫(英語: Enduring Stockpile)中。這些核彈頭也被用作研究長時間對三氨基三硝基(TATB)和塑料黏合炸藥(英語: Polymer-bonded explosive)的老化影響。
W84曾與B61 Mod 12被短暫考慮一起用作遠程戰區外導彈(英語: Long-Ranged Stand Off Missile)計劃，但最後選擇了W80的新變種型號，W80 Mod 4，是因為W84和B61 Mod 12都不符合其尺寸和重量要求。

## 設計
W84是B-61戰術核子彈的衍生型號，是W80家族的成員，W84用於AGM-86導彈、AGM-129先進巡航導彈、戰斧巡弋飛彈。它是二段式輻射內爆核彈頭，為可變當量設計，爆炸當量介乎0.02 -15萬噸。W84是在勞倫斯利佛摩國家實驗室設計，而B61戰術核子彈被認為是源於洛斯阿拉莫斯國家實驗室的設計。
W84的直徑為13英吋(33 cm)，長34英吋(86 cm)，稍微較當時用於其他巡航導彈的W80核彈頭寬和長。W84重388磅(176 kg)，較W80重100磅(45 kg)。W84包含以TATB為基礎的LX-17塑料黏合炸藥的初級組件，上述炸藥是低敏感度高爆炸藥，以減少發生事故時核彈頭發生爆炸的機會。其他存在於核彈頭中的炸藥包括超細粉狀TATB(英語: ultra-fine powdered TATB)和LX-16，LX-16是一種以季戊四醇四硝酸酯(PETN)為基礎的常規塑料粘合高爆炸藥。
W84擁有所有8種現代核武器的安全功能，這些功能在核武器安全研究中被認為是理想的。它是美國唯一擁有全部8種安全功能的核彈頭。安全功能包括︰低敏感度高爆炸藥，耐火彈芯，具有強連結雷管的增強核爆炸安全設備(英語: Enhanced Nuclear Detonation Safety (ENDS/EEI) with detonator stronglinks)，禁用命令(英語: Command Disable)和最先進的Cat G啟動連接裝置(英語: Permissive Action Link)。
一份2001年的解密報告指，W84並沒有使用級間結構，並且沒有密封武器的輔助部件。

## 相片

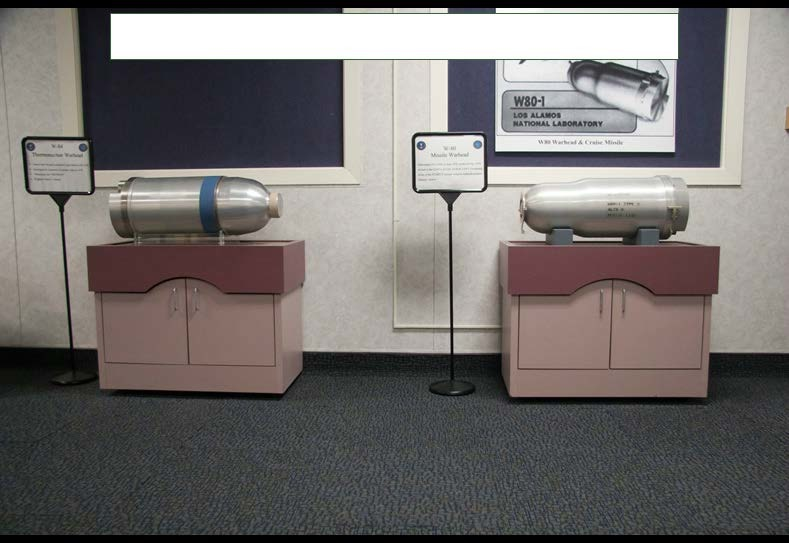
展示於核武器展館內的W84核彈頭(左方)
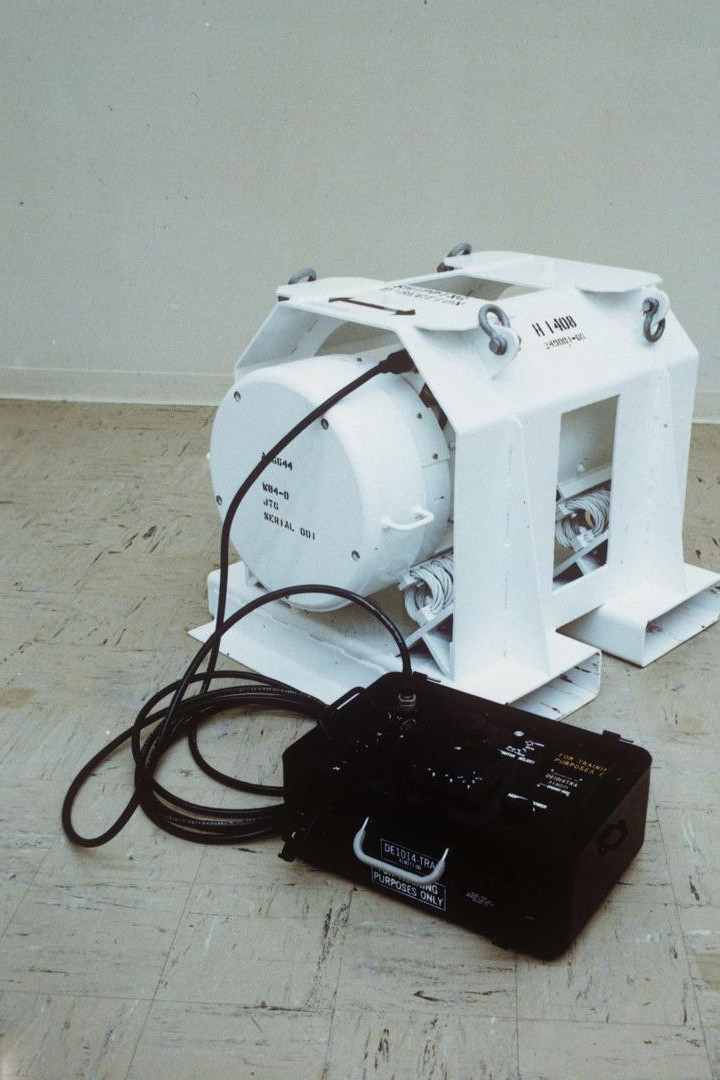
W84的儲存容器與啟動連接裝置(英語: Permissive Action Link)的編碼器-解碼器